# Arseni Iatseniuk
Arseni Petròvitx Iatseniuk (ucraïnès: Арсеній Петрович Яценюк, Arseni Iatseniuk; nascut el 22 de maig del 1974) és un polític ucraïnès, economista, advocat. Fou el primer ministre d'Ucraïna del febrer al juliol del 2014.
Abans de ser primer ministre, Iatseniuk va servir en el govern d'Ucraïna com a ministre d'Economia des del 2005 fins al 2006, posteriorment va ser Ministre de Relacions Exteriors d'Ucraïna el 2007 i President de la Rada Suprema (parlament) del 2007 al 2008. Actualment és un dels líders del segon partit més gran d'Ucraïna, Unió Panucraïnesa "Pàtria", i líder del grup parlamentari "Pàtria".

## Primers anys
Arseni Petròvitx Iatseniuk va néixer el 22 de maig de 1974 a Txernivtsí, Ucraïna (llavors part de la Unió Soviètica). Ell va néixer en una família de professors de la Universitat de Txernivtsí. El seu pare, l'historiador Peter Ivànovitx Iatsenuk, ha estat professor a la Facultat d'Història de la Universitat Nacional de Txernivtsí. La seva mare Maria Grigoriievna Iatseniuk (de soltera Buckeie) ha estat professora al Departament francès de Llengües Estrangeres de la Universitat Nacional de Txernivtsi. Després Iatseniuk comencés a estudiar a la Universitat de Txernivtsí el 1992, Iatseniuk es va establir com a estudiant en un bufet d'advocats. Es va graduar a la universitat el 1996, i més tard va estudiar a l'Institut de Comerç i Economia de Txernivtsí de l'"Institut Nacional de Comerç i Economia de Kíiv" el 2001.
De desembre del 1992 a setembre del 1997 va ser el president del bufet d'advocats "Iurek Ltd", amb seu a Txernivtsí Des de gener del 1998 fins a setembre del 2001, Iatseniuk va treballar al banc Aval, amb seu a Kíiv.

## Carrera política
De setembre a novembre del 2001, Arseni va servir com a ministre d'Economia de Crimea "en funcions", i a partir de novembre d'aquest mateix any fins al gener del 2003, va exercir com a ministre oficial d'Economia de la República Autònoma de Crimea.
Entre novembre de 2003 febrer del 2005, Iatseniuk va servir com el primer vicepresident del Banc Nacional d'Ucraïna, sota les ordres de Serhi Tihipko. Després que Tihipko deixés el Banc Nacional, Arseni Iatseniuk es va fer càrrec del Banc Nacional.
Després que Vassil Tsuixko fos nomenat nou governador de l'óblast d'Odessa, Tsuixko va demanar Iatseniuk que fos sotsgovernador, càrrec que va desenvolupar des del 9 de març al setembre del 2005. De setembre 27, 2005 a agost 4, 2006, va exercir com a Ministre d'Economia d'Ucraïna en el Govern Iekhanúrov. Arseni Iatseniuk després va encapçalar les converses sobre la pertinença d'Ucraïna a l'Organització Mundial del Comerç. Iatseniuk també dirigeix la comissió d'Ucraïna i la Unió Europea.

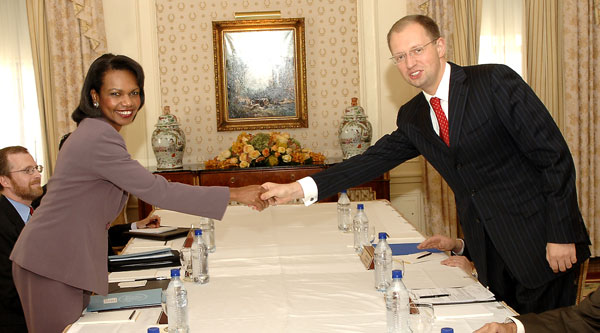
Iatseniuk reunit amb la secretària d'Estat dels Estats Units Condoleezza Rice.

Des del 20 de setembre del 2006, es va exercir com a vicepresident primer del Cap de Govern del president d'Ucraïna, i com a representant del president al Gabinet de Ministres d'Ucraïna.
Arseni Iatseniuk va ser proposat per al càrrec de ministre de Relacions Exteriors pel president d'Ucraïna, Víktor Iúsxenko. Iatseniuk vas er elegit per al càrrec per la Rada Suprema (Parlament) el 21 de març del 2007 amb 426 vots (d'un total màxim de 450), però només després que el Parlament d'Ucraïna va negar dues vegades el càrrec a Volodímir Ohrizko.

### President del Parlament
En les primeres eleccions parlamentàries celebrades el 30 de setembre del 2007, Iastseniuk va ser elegit al Parlament pel Bloc la Nostra Ucraïna-Autodefensa Popular (número 3 en la llista del bloc). El 3 de desembre del 2007, fou proposat com a President de la Rada Suprema per la coalició democràtica formada pel Bloc Iúlia Timoixenko i el Bloc la Nostra Ucraïna-Autodefensa Popular. El 4 de desembre del 2007, Iatseniuk va ser elegit President del Parlament. La seva candidatura va ser l'única que es va presentar, i va obtenir 227 vots a favor (de la coalició democràtica, l'oposició es va abstenir en la votació).
Durant la crisi política ucraïnesa de setembre del 2008 Iatseniuk va oferir la seva renúncia el 17 de setembre del 2008. Una votació sobre la seva destitució l'11 de novembre del 2008, va ser declarada invàlida per la comissió de comptatge del Parlament (La votació va ser proposada pel partit de l'oposició Partit de les Regions).
El 12 de novembre, un total de 233 diputats (eren necessaris 226) acceptaren la declaració de renúncia d'Iatseniuk i així el destituïren del seu càrrec de president de la Rada Suprema. La votació es va dur a terme a través del sistema de votació parlamentària i no per mitjà de votació secreta, segons l'estipulat pels reglaments parlamentaris. Després del seu cessament, Iatseniuk va dir als periodistes que formaria una nova força política "per al canvi al país."
El 21 novembre 2008 Arseni Iatseniuk també va ser destituït pel President Víktor Iúsxenko del Consell de Defensa i Seguretat Nacional.
El 25 de gener del 2014, a Arseni Iatseniuk se li va oferir el càrrec de Primer Ministre pel president Viktor Ianukóvitx, però ell es va negar a causa de demandes insatisfetes. Iatseniuk, va dir que les persones haurien de decidir el futur d'Ucraïna, i no pas els actuals funcionaris del govern.

### Eleccions presidencials del 2010

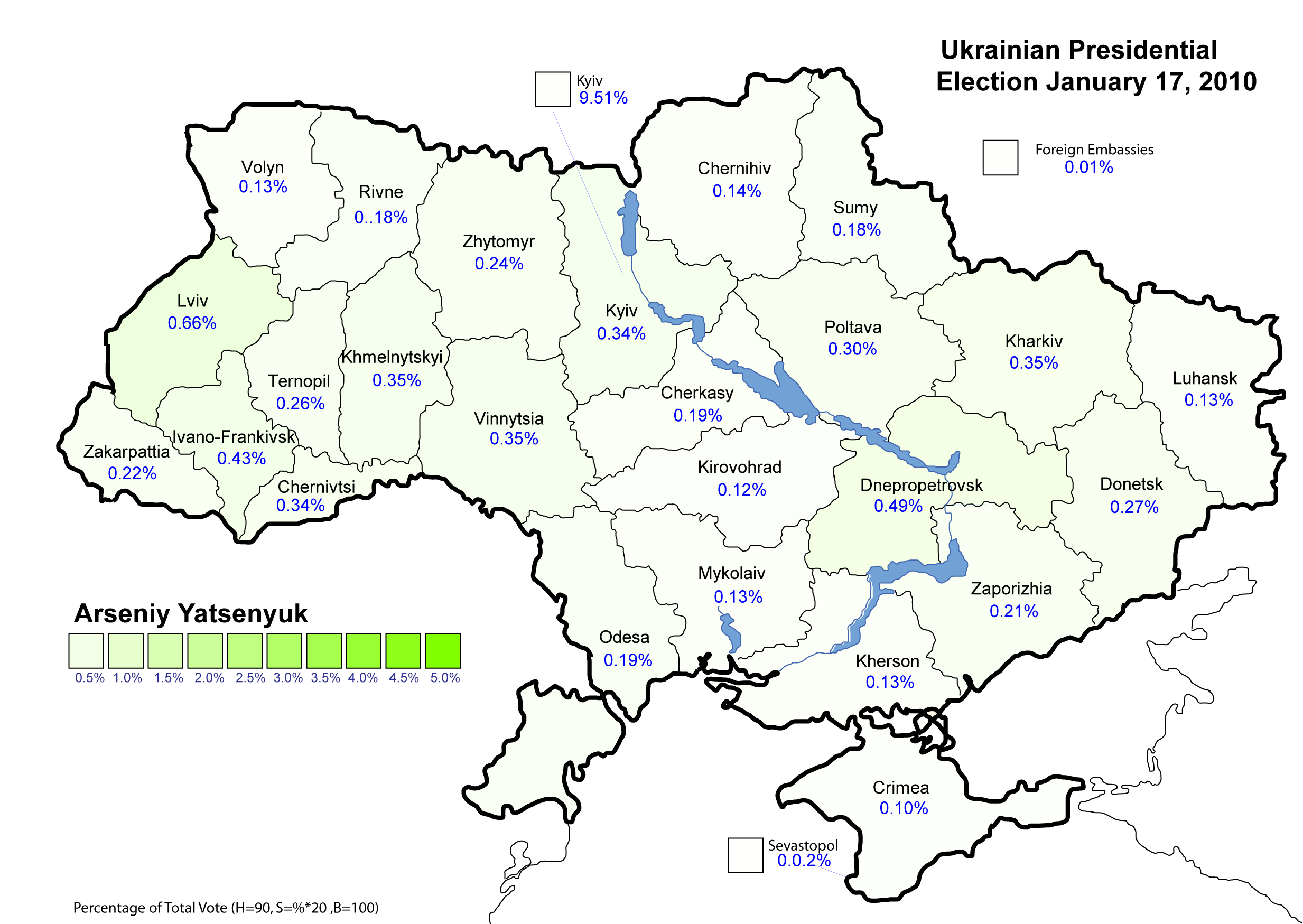
Arseni Iatseniuk (Primera ronda) - percentatge de votació nacional total (6,69%)

El 16 de desembre del 2008, Iatseniuk va anunciar plans per crear un partit polític sobre la base de la iniciativa pública Front per al Canvis. En una entrevista amb Den del 4 de febrer de 2009 va afirmar que no tenia aliats entre els polítics actuals. Les enquestes realitzades en els últims mesos del 2008 suggerien que un partit polític liderat per Iatseniuk passaria el 3 per cent de barrera electoral a les eleccions parlamentàries d'Ucraïna.
El 5 d'abril del 2009, Arseni Iatseniuk, va anunciar la seva candidatura a la Presidència d'Ucraïna a la següent elecció presidencial. Durant la campanya electoral, el candidat Serhí Ratuixniak va insultar repetidament Iatseniuk a causa de les seves suposades arrels jueves; entre altres afirmacions, Ratuixniak va qualificar Iatseniuk de "petit jueu insolent" que "servia amb èxit els lladres que estan al poder a Ucraïna i utilitza diners delictius per llaurar la seva carrera cap a la presidència d'Ucraïna ".
S'estima que la campanya presidencial de Iatseniuk va costar al voltant de $ 60 - $ 70 milions. Quan Iatseniuk va aparèixer per primer cop a les tanques publicitàries per tota Ucraïna a finals de juny de 2009, Iatseniuk era representat com un líder d'estil militar, mentre que la seva imatge anterior era la d'un "jove liberal". Alguns analistes pensen que això no va ajudar a la seva campanya. El 13 gener 2010 Iatseniuk va assenyalar que la seva campanya electoral havia costat 80 milions de hrívnia, i que "el nombre dels meus cartells publicitaris és deu vegades menor que la de tots els meus adversaris polítics"; Iatseniuk va afirmar que els fons del seu pressupost electoral es va gastar principalment en les seves aparicions en televisió.
Després de les eleccions Iatseniuk volia dissoldre la Rada Suprema perquè en la seva opinió el parlament li impediria treballar. També va declarar al novembre de 2009 que el Bloc Iúlia Timoixenko i el Partit de les Regions eren "gairebé un tot únic".
A finals de novembre de 2009, va declarar que no estava interessat en "l'ús dels seus vots com a matèria de negociació" per a un alt càrrec polític.
El 21 de febrer del 2010 el president Ianukóvitx va oferir tres candidats per a Primer Ministre d'Ucraïna: Serhí Tihipko, Iatseniuk i el legislador del Partit de les Regions Mikola Azàrov. Però Iatseniuk va declinar aquesta proposta de tenir un alt càrrec en el nou gabinet després que el parlament ucraïnès adoptés una esmena el 9 de març del 2010, que permetia als diputats independents de participar en la formació d'una coalició de la majoria, en comptes de permetre-ho només als grups parlamentaris; Iatseniuk va desaprovar aquesta esmena. En el seu lloc, va demanar eleccions parlamentàries anticipades: "Els intents inconstitucionals duts a terme pels parlamentaris per formar una coalició i un govern podrien aprofundir la crisi política i la crisi de l'Estat com a tal,". El fet de ser Primer Ministre en una coalició amb els comunistes era inacceptable per a Iatseniuk. Iatseniuk va formar un govern d'oposició al març de 2010 al costat d'un altre govern d'oposició encapçalat pel Bloc Iúlia Timoixenko, oposats al Govern Azàrov. L'abril del 2010 Iatseniuk va ser triat oficialment com a líder del partit Front per al Canvi, atès que llavors la iniciativa pública s'havia convertit també en un partit polític.

### Eleccions parlamentàries del 2012

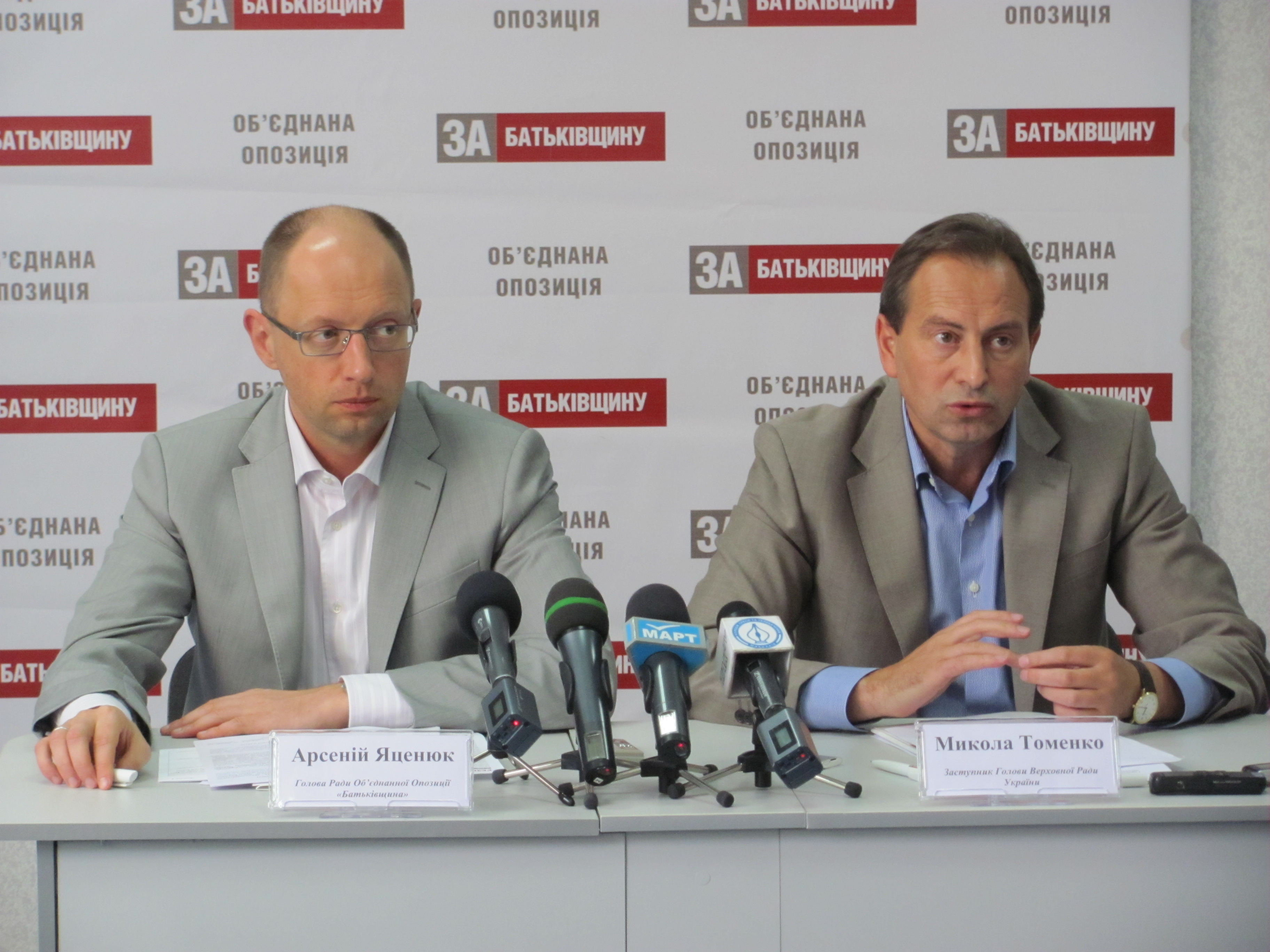
Iatseniuk i Mikola Tomenko a la conferència de premsa de Iatseniuk a Mikolaiv.

Durant les eleccions al Parlament d'Ucraïna del 2012 Iatseniuk es va presentar en una llista d'un partit basat en el partit Unió Panucraïnesa "Pàtria". Iatseniuk va subratllar a l'abril del 2012 que el "Front per al Canvi existia i existirà", però també va donar a entendre el mateix mes que l'aliança podria crear les bases per a un sol partit.
A les eleccions parlamentàries d'octubre del 2012, el partit es va presentar com un sol partit sota el partit "paraigües" "Pàtria", juntament amb diversos altres partits. A les eleccions, aquesta llista va obtenir 62 escons (25,55% dels vots), sota el sistema de llistes de partits proporcional i uns altres 39 en guanyar 39 districtes electorals de majoria simple; o sigui, un total de 101 escons al Parlament. Iatseniuk va encapçalar aquesta llista electoral, perquè la líder del partit "Pàtria", Iúlia Timoixenko, estava empresonada. Després de les eleccions, Iatseniuk va ser triat líder del grup parlamentari "Pàtria", el 12 de desembre del 2012.
El 15 de juny del 2013 el "Front per al Canvi" (el partit) es va fusionar amb "Pàtria".

## Família
Actualment, el pare d'Arseni Iatseniuk, Petrò Iatseniuk treballa com a degà adjunt de la Facultat d'Història a la Universitat Nacional de Txernivtsí, i la seva mare, Maria Iatseniuk, és professora de francès en una de les escoles secundàries de Txernivtsí (segons altres fonts - també a la Universitat de Txernivtsí).
Iatseniuk també té una germana, Alina Petrivna Jones (segons altres fonts - Steel, nascuda el 1967), que viu a la ciutat de Santa Bàrbara als Estats Units.
L'esposa de Iatseniuk és Tereza Víktorivna (n. 1970); ambdós tenen dues filles anomenades Khristina i Sofia.
Tereza Iatseniuk va néixer en una família de filòsofs. El seu pare, Víktor Il·lariónovitx Gur, treballa com a professor de filosofia a l'Institut Politècnic de Kíiv, la seva mare Svitlana Mikitivna -.doctorada, en l'actualitat està retiradaIatseniuk ha viscut prop de Kíiv (al poble de Novi Petrivtsi, Raion de Víxhorod) des del 2003, on és propietari d'una casa de dos pisos amb una piscina exterior, prop de la casa de camp que pertany a Víktor Ianukóvitx.
El 2010, Iatseniuk va ser víctima d'una campanya de desprestigi per part de Serhí Ratuixniak, un dels candidats que van concórrer a les eleccions presidencials ucraïneses del 2010. Durant la campanya va al·legar que Iatseniuk era "un jueu descarat" que servia "als interessos dels lladres que dominen Ucraïna" i que feia servir diners procedents d'activitats delictives per aconseguir la presidència. El Gran Rabí d'Ucraïna, Yaakov Bleich, va desmentir que Iatseniuk fos jueu The Guardian va informar que "Ell havia restat importància als seus orígens jueu-ucraïnès, possiblement a causa de la prevalença de l'antisemitisme al cor d'Ucraïna Occidental del seu partit".

## Posicions polítiques
“Ucraïna encara no és una democràcia” 
Iatseniuk no vol que el rus es converteixi en la segona llengua oficial d'Ucraïna.

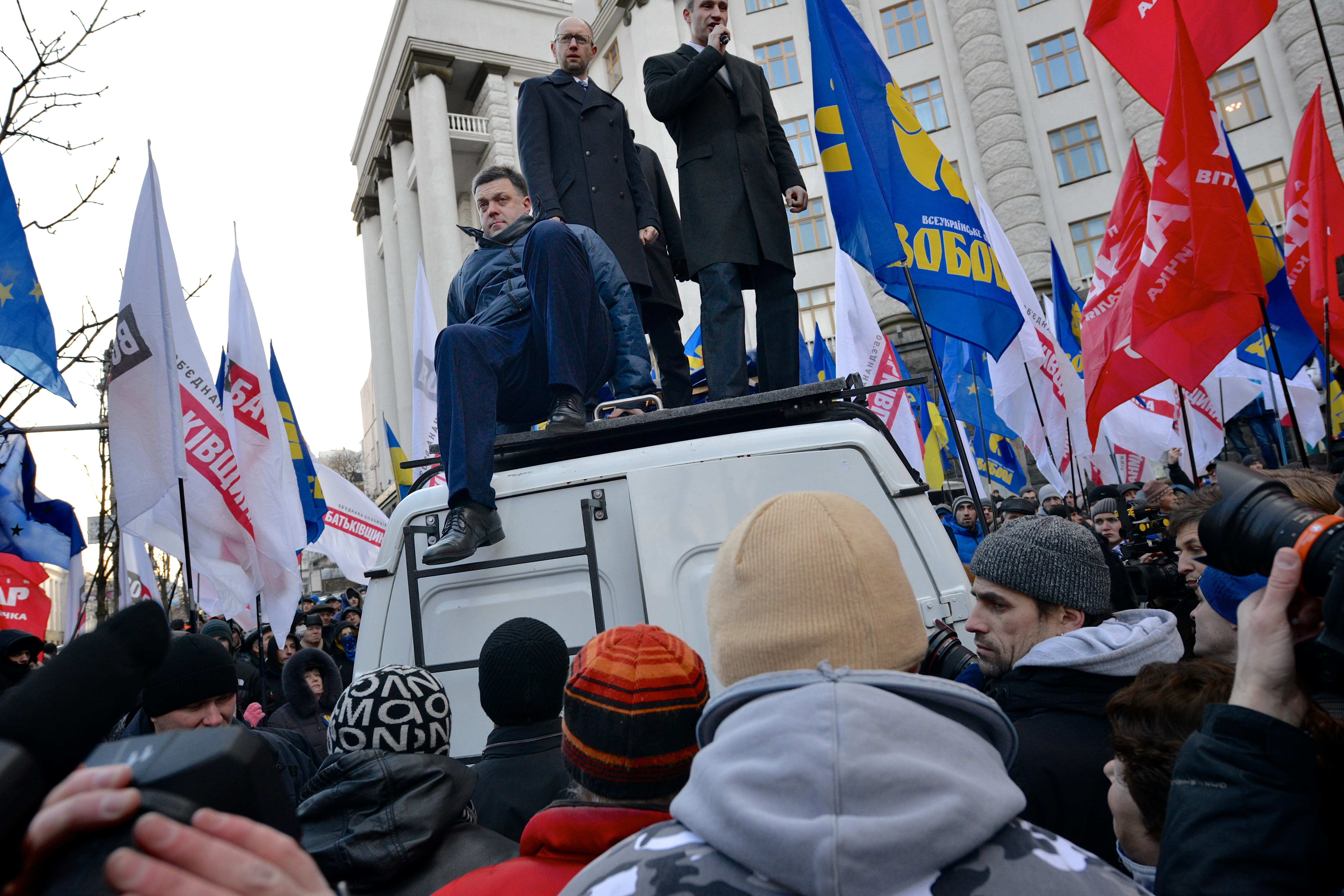
Els líders de l'oposició Iatseniuk, Vitali Klitxkó i Oléh Tiahnibok, adreçant-se als manifestants 27 de novembre 2013

Iatseniuk és partidari de l'adhesió d'Ucraïna a la Unió Europea. Ho justifica "perquè això significa normes i valors - un nivell [alt] d'educació, sanitat, pensions, ocupació, llibertats, noves tecnologies, i progrés". Iatseniuk va declarar a finals del 2009 que, en les seves relacions amb la Unió Europea, Ucraïna hauria de tenir un règim sense visats amb els països de la UE. Iatseniuk va declarar el 20 d'abril 2012 que per a ell estava clar que la Unió Europea no signaria l'Acord d'Associació", fins que a Ucraïna no se celebressin eleccions lliures i justes, fins que la democràcia no fos respectada en tota regla i fins que a Ucraïna no s'aturés la persecució persecució dels opositors". Iatseniuk està en contra de l'adhesió d'Ucraïna a la Unió Duanera de Belarús, Kazakhstan i Rússia; segons ell "l'adhesió d'Ucraïna a la Unió Duanera significa la restauració de la Unió Soviètica en una forma lleugerament diferent i amb un nom diferent. però això vol dir que el país es convertirà en una part de l'Imperi Rus. Coneixem la Història.. Hem estat allà i no volem tornar-hi" El 21 agost 2013 Iatseniuk va assenyalar "Rússia ha decidit per alguna raó que pot ser l'arquitecte d'un nou mur de Berlín i, segons el designi de Rússia, aquest mur ha d'aparèixer a la frontera entre Ucraïna i la Unió Europea".
Iatseniuk està en contra de la privatització de la propietat estatal i vol simplificar l'administració pública. Iatseniuk va declarar el novembre de 2009 que la qüestió de la retirada de la Flota del Mar Negre russa (llavors l'arrendament havia d'acabar-se originalment el 2017; posteriorment es va allargar) d'Ucraïna no estava a l'agenda, i la qüestió hauria de ser discutida el 2016. Iatseniuk estava en contra de l'acord del 21 d'abril del 2010 segons el qual el contracte d'arrendament de Rússia sobre les instal·lacions navals a Crimea s'estendria més enllà de 2017, durant 25 anys amb una opció addicional de cinc anys de renovació (període 2042-47) a canvi d'un contracte de diversos anys on s'oferien descomptes de gas natural rus a Ucraïna. Iatseniuk és favorable a la creació d'un "primer viceministre especialitzat en assumptes crimeans.
Al novembre de 2009 Iatseniuk va declarar que l'economia submergida d'Ucraïna "és una part de l'actual sistema polític a Ucraïna i és per això que treure el negoci de les ombres només serà possible a través d'un canvi en aquest sistema". Al novembre de 2009 va manifestar que la seva tasca més difícil, si fos elegit president, seria "trencar el sistema de clans polític que s'ha construït al llarg dels últims 18 anys". Iatseniuk vol crear una empresa comuna d'energia amb els països de la Unió Europea i Rússia.
Segons Iatseniuk serà impossible lluitar contra la corrupció, sense canviar el sistema de govern del país "El sistema de govern a Ucraïna, de fet, segueix sent el mateix que el que hi havia sota la Unió Soviètica".
A les darreries del mes de juliol del 2010, Iatseniuk va redactar un projecte de llei que proposava multes als funcionaris que incomplissin la llei "Sobre les apel·lacions dels ciutadans", la qual cosa feia als funcionaris personalment responsables d'ignorar les queixes dels ciutadans.

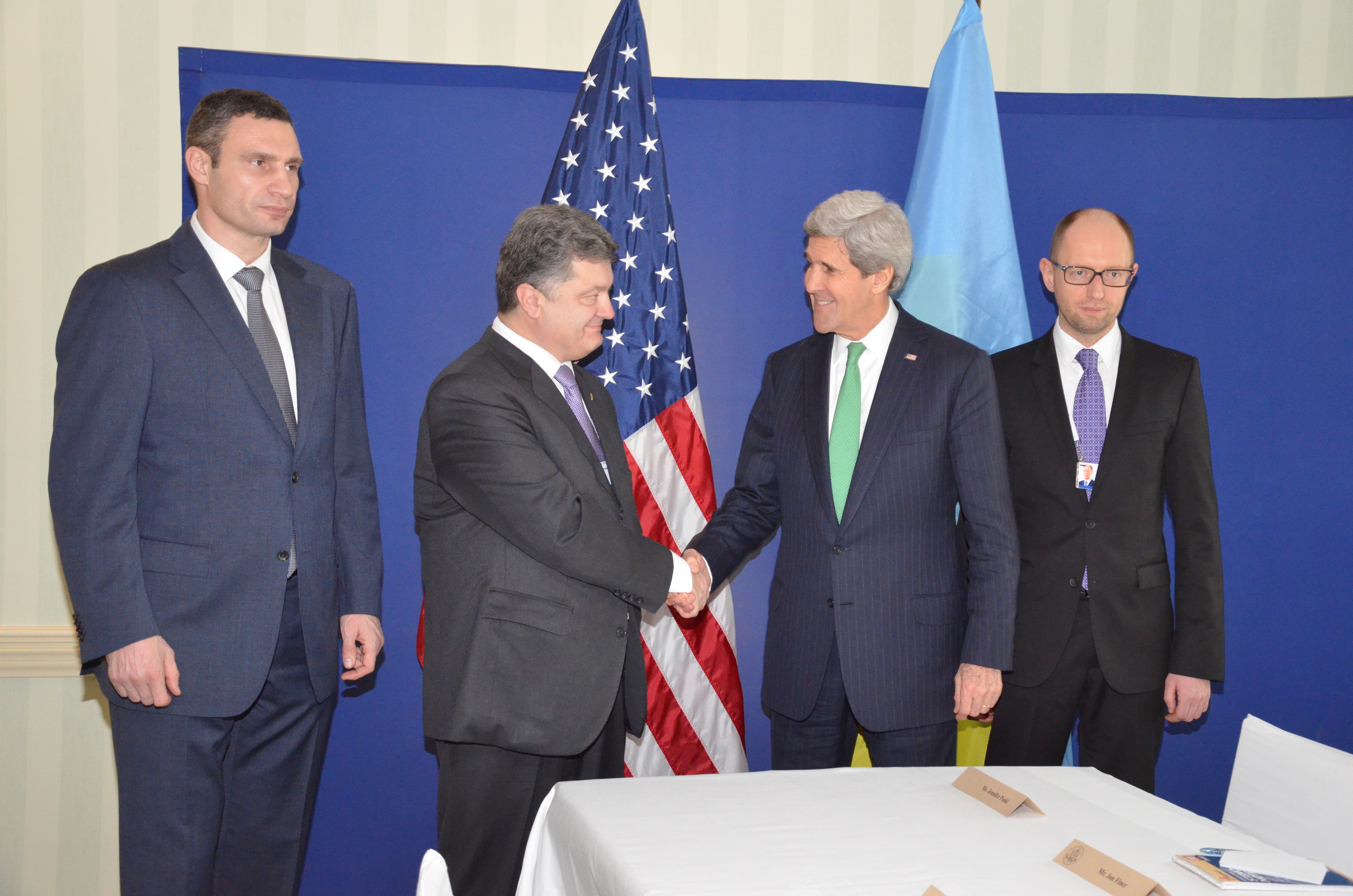
Iatseniuk, Klitxkó i Petrò Poroixenko reunits amb el secretari d'Estat dels EUA John Kerry a la Conferència de Seguretat de Múnic, 1 febrer 2014

Al novembre de 2009, va proposar que se celebrés un referèndum per si fos el cas que Ucraïna hagués de tenir un sistema de votació de llistes obertes. Iatseniuk està a favor de la celebració de referèndums; qualifica aquest fet com "la nacionalització del poder de l'Estat". La modificació dels termes i condicions de la presència de la Flota del Mar Negre russa a Ucraïna i una decisió sobre l'adhesió d'Ucraïna a l'OTAN i altres aliances militars només són possibles, segons Iatseniuk, a través d'un referèndum.
Iatseniuk va declarar que els polítics condemnats Iúlia Timoixenko i Iuri Lutsenko havien de ser posats en llibertat. També va afirmar que llurs condemnes eren un "difícil obstacle en el camí d'Ucraïna a la Unió Europea." A principis de desembre del 2012 va afirmar que el diàleg amb les autoritats només seria possible després que Timoixenko i Lutsenko fossin posats en llibertat.
Iatseniuk s'oposa a la participació de tropes ucraïneses en operacions de manteniment de la pau a l'estranger, així com al matrimoni entre persones del mateix sexe.

## Condecoracions
| Cavaller de l'Orde del Príncep Iaroslav el Savi de Cinquena Classe | Cavaller de l'Orde del Príncep Iaroslav el Savi de Cinquena Classe - atorgada el 7 de febrer del 2008 per la seva significativa contribució personal a la integració d'Ucraïna en l'Organització Mundial del Comerç |
|                                                                    | Medalla "Per la Glòria de Txernivtsí" (2008) |